# 露西爾·朗東
露西爾·朗東（法語：Lucile Randon，發音：[lysil ʁɑ̃dɔ̃]；1904年2月11日—2023年1月17日），又名安德烈修女（Sœur André），法國超級人瑞，日本人田中加子於2022年4月19日去世後，露西爾·朗東成為在世第一年長者。她也是世界史上第四長壽者（僅次於讓娜·卡爾芒和田中加子和莎拉·勞絲）、史上第二長壽歐洲人及法國人。
朗東生於一個無神論新教家庭，但她於青年時改信仰天主教。在她75歲退休前，她曾擔任家庭教師、教師、傳教士。她退休後居住於土伦一家護老院。她於117歲生日前時其2019冠状病毒病检测呈陽性並最終成功康復，露西爾·朗東也由此成為2019冠状病毒病最年長確診者、康復者。

## 生平

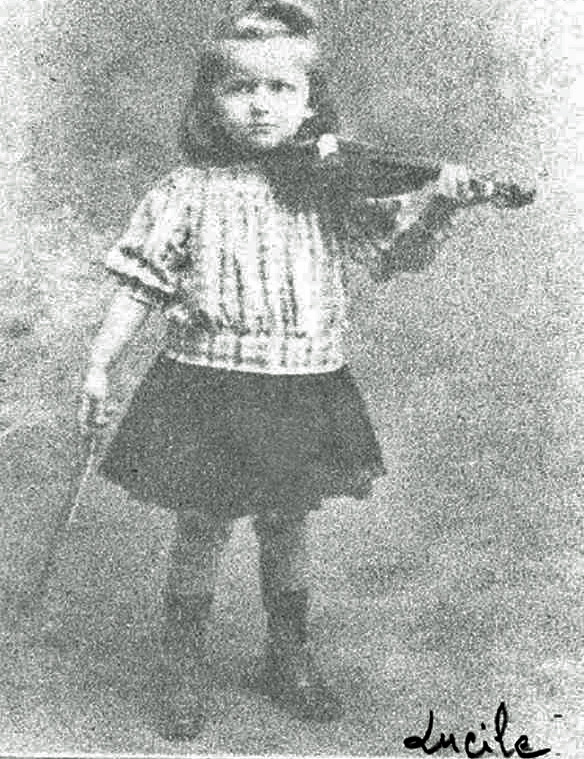
幼年时的露西尔·朗东

朗東於1904年2月11日生於法國奧克西塔尼大區阿萊斯，她的祖父為一名牧師，父親為保羅·朗東（Paul Randon，1866年6月17日－1938年4月27日），母親為阿芳欣·黛爾芬·葉塔·蘇圖爾（Alphonsine Delphine Yéta Soutoul，1869年3月27日－1936年8月21日），長兄為安德烈·朗東（Andre Randon，1892年4月22日－1971年9月7日），次兄為呂西安·朗東（Lucien Randon，1895年4月12日－1972年7月15日）。她有一位於一歲時早夭的雙胞胎姐妹莉迪亞·朗東（Lydie Randon，1904年2月11日－1905年8月4日）。她在12歲時（1916年）於马赛成為三名孩子的家庭教師。隨後她於1922年獲得升遷，在凡尔赛的一個顯赫的家庭任職。她和一位在乌当附近擔任基層法院法官的兄長關係密切。朗東19歲時於巴黎完成她的教義問答後改信天主教，並任職家庭教師和教師直到1936年。1944年，朗東加入天主教慈善會「聖文生·德·保祿慈善之女協會」。為紀念她逝世的兄長，她獲得了「安德烈修女」的稱號。
第二次世界大戰結束後，朗東在维希的一家醫院展開她的傳教活動，她在那裏為40位孤兒和長者服務，直至1973年她被派往德龙省拉博姆多斯坦的另一家醫院上夜班。朗東於1979年75歲時退休，並入住萨瓦省邊疆的一間高齡老人休養院（EHPAD）。2009年10月25日，她遷往土伦的一家護老院。2010年代時她的視力受損程度已嚴重至被視為失明。她於115歲生日時收到來自教宗方濟各的個人信件和一本受祝福的玫瑰經。朗東居於土倫的護老院直到逝世。她於2021年時表示雖然自己在療養院十分快樂，但也希望早日在「天堂」與祖父母和兄長團聚。
朗東於118歲生日當天收到來自時任總統埃马纽埃尔·马克龙的信。田中加子於2022年4月19日過世後，她以118歲67天之齡成為在世最長壽人物。她表示這是一個「悲傷的榮譽」，說道：「要是在天堂的話會好一些，但是上帝似乎還不需要我」。據稱當時她仍每天喝一杯葡萄酒和吃巧克力。
朗東於2023年1月17日於睡夢中辭世，享嵩壽118歲340天。在她逝世之時，她是史上第四長壽的人。在她逝世之後，比她年輕三歲的瑪麗亞·布拉尼亞斯·莫雷拉成為在世最年長者。

## 健康與長壽
2016年10月26日，露西爾·朗東以112岁258天，經確認出生資料，被列入金氏世界紀錄承認老年學研究組織的超級人瑞名單中。
2017年10月19日，奧諾麗娜·羅德爾諾逝世，露西爾·朗東成為法國的最年長者。
2019年6月18日，瑪麗亞·朱塞帕·羅布奇逝世，成為歐洲的最年長者。
2021年1月16日，朗東的2019冠状病毒病病毒檢測呈陽性，她的護老院中88人有81人同時確診。朗東沒有任何病徵，於117歲生日前三天（2021年2月8日）被宣佈痊癒。她成為了疫情中已確認的最年長確診者和康復者。
2021年10月5日，巴西最長壽者弗朗西斯卡·塞爾薩·多斯桑托斯（1904年10月21日－2021年10月5日）逝世，年屆117歲236天的朗東成為最後1位1904年出生者。
2022年4月19日，隨著曾為世界在世最年長者的田中加子逝世，年屆118歲67天的朗東成為世界在世最年長者。
2022年8月19日，泰克拉·尤涅维奇逝世，年屆118歲189天的朗東成為最後一個生於1907年之前的人類。
2022年12月13日，茱麗葉·比爾德逝世，年屆118歲305天的朗東成為最後一個生於1900年代的法國人。
2023年1月17日，露西爾·朗東逝世，享嵩壽118歲340天，距離她119歲生日還剩下25天。她逝世後，西班牙的玛丽亚·布拉尼亚斯·莫雷拉成為在世最年長者。